# Eudorylas opacus
Eudorylas opacus är en tvåvingeart som beskrevs av Carl Fredrik Fallén 1816. Eudorylas opacus ingår i släktet Eudorylas, och familjen ögonflugor. Arten är reproducerande i Sverige.